# 카디 (밴드)
카디(KARDI)는 대한민국의 인디 록밴드이다. 2021년 JTBC 슈퍼밴드2에서 결성되어 3등을 차지하였다.

## 멤버
- 김예지 - 보컬
- 황린 - 리더, 기타, 서브보컬
- 박다울 - 거문고
- 황인규 - 베이스